# Rinorea oxycarpa
Rinorea oxycarpa är en violväxtart som beskrevs av Arthur Wallis Exell. Rinorea oxycarpa ingår i släktet Rinorea och familjen violväxter. Inga underarter finns listade i Catalogue of Life.